# Elachisina canarica
Elachisina canarica is een slakkensoort uit de familie van de Elachisinidae. De wetenschappelijke naam van de soort is voor het eerst geldig gepubliceerd in 1979 door F. Nordsieck & Talavera.